# Paul Borowski
Paul Borowski (Rostock, 19 de março de 1937 — 22 de dezembro de 2012) foi um velejador alemão, medalhista olímpico. Ele competiu nos Jogos Olímpicos de Verão de 1968 na classe Dragon e conquistou a medalha de bronze, ao lado de Konrad Weichert e Karl-Heinz Thun, como representantes da Alemanha Oriental. Quatro anos depois, nos Jogos Olímpicos de Verão de 1972, os três voltaram a disputar a mesma classe e conseguiram a prata.
O montador de navios treinado praticava seu esporte no SC Empor Rostock. Na classe de 5.5 Metre foi várias vezes campeão da RDA e já navegou aqui com Konrad Weichert e Thun. Em meados da década de 1960, eles mudaram para a classe olímpica de kite, onde conquistaram seu único título de campeonato em 1969. Depois da prata no Campeonato Europeu em 1969, a tripulação conquistou o título do Campeonato Europeu em 1970 e 1972. Como membro do conselho e mais tarde como membro honorário do Rostock Yacht Club, apoiou inúmeros projetos.